# Socata TB 30 Epsilon
Socata TB 30 Epsilon je lahko šolsko vojaško letalo francoskega proizvajalca Socata (kasneje Daher-Socata, danes samo Daher). Prvi let je bil 22. decembra 1979. TB 30 ima nizkonameščeno krilo in uvlačljivo pristajalno podvozje tipa tricikel. Epsilon ima dvokraki propeler, ki ga poganja 300-konjski 6-valjni zračnohlajeni protibatni motor Lycoming AEIO-540-L1B5D.

## Specifikacije
Podatki iz The Encyclopedia of World Aircraft in Jane's All The World's Aircraft 1988-89
Splošne karakteristike
- Posadka: 2
- Dolžina: 7.59 m (24 ft 10¾ in)
- Razpon kril: 7,92 m (25 ft 11¾ in)
- Višina: 2,66 m (8 ft 8¾ in)
- Površina kril: 9,00 m² (96,9 ft²)
- Aeroprofil: RA 1643 (koren), RA 1243 (konec krila)
- Vitkost: 7,0
- Teža praznega letala: 932 kg (2055 lb)
- Maks. vzletna teža: 1250 kg (2755 lb)
- Pogon letala: 1 ×  6-valjni zračnohlajeni protibatni motor Lycoming AEIO-540-L1B5D, 225 kW (300 KM)

 Zmogljivost 
- Neprekoračljiva hitrost: 520 km/h (281 vozlov, 323 mph)
- Maks. hitrost: 378 km/h (204 vozlov, 236 mph) na nivoju morja
- Potovalna hitrost: 358 km/h (193 vozlov, 222 mph) na višini 1830 m (6000 ft) (75% moč)
- Hitrost porušitve vzgona: 115 km/h (62 vozlo, 72 mph) s spuščenimi zakrilci in spuščenim podvozjem
- Doseg: 1300 km (700 nmi, 810 milj)
- Trajanje leta: 3 ure 45 min
- Višina leta: 7010 m (23000 ft)
- Hitrost vzpenjanja: 1850 ft/min (9,4 m/s)

Oborožitev

- Do 480 kg tovora na štirih podkrilnih nosilcih